# Gelis fenestralis
Gelis fenestralis là một loài tò vò trong họ Ichneumonidae.